# Hemithea acaudata
Hemithea acaudata là một loài bướm đêm trong họ Geometridae.